# 青春の光と影 (沢田聖子のアルバム)
『青春の光と影』（せいしゅんのひかりとかげ）は、沢田聖子が1981年4月25日にリリースした2枚目のアルバムである。

## 解説
デビュー3年目にしてアイドル性を兼ね備えた女性シンガーソングライターとしての地位を確立し、人気もうなぎ上りだった時期、そのアイドル路線から一線を画した記念碑的アルバム。デビューアルバムのセーラールックを身にまとったアイドルのイメージから一転し、モノトーンのジャケットが沢田聖子のイメージを一変させた。
タイトル曲の「青春の光と影」は、イルカが女子美術大学のアマチュア時代に作った楽曲で、同じ年頃の沢田聖子へ贈る際にタイトルがなく、当時好きだったジョニ・ミッチェルの曲「Both Sides, Now」の邦題を思い出し、あえて同じタイトルをつけた。イルカ自らも、1995年のオリジナルアルバム『LOOP CHILD』でセルフカバーしている。

## 収録曲
1. 青春の光と影
  - 作詞:イルカ／作曲:イルカ／編曲:渡辺博也
2. 星空のメッセージ
  - 作詞:イルカ／作曲:イルカ／編曲:渡辺博也
3. いつか君に
  - 作詞:沢田聖子／作曲:沢田聖子／編曲:渡辺博也
4. こんな静かな夜は
  - 作詞:沢田聖子／作曲西岡たかし／編曲:渡辺博也
5. 落葉の部屋
  - 作詞:沢田聖子／作曲:沢田聖子／編曲:渡辺博也
6. バクの夢
  - 作詞:沢田聖子／作曲:沢田聖子／編曲:渡辺博也
7. 春
  - 作詞:イルカ／作曲:イルカ／編曲:渡辺博也
8. 夢物語
  - 作詞:沢田聖子／作曲:沢田聖子／編曲:渡辺博也
9. 風と少年
  - 作詞:沢田聖子／作曲:沢田聖子／編曲:渡辺博也
10. 憧憬 (あこがれ)
  - 作詞:沢田聖子／作曲:沢田聖子／編曲:渡辺博也

## 参加ミュージシャン
- ドラム：伊藤史朗
- エレクトリック・ギター：津村泰彦
- キーボード：山田秀俊、倉田信雄
- アコースティック・ギター：笛吹利明、吉川忠英、
- パーカッション：鳴島英治、木村邦治
- ビブラフォン、マリンバ：金山功
- マンドリン：竹内郁子、二宮佳子
- オーボエ：坂宏之
- コーラス：ロブバード
- ストリングス：大野ストリングス・セクション